# Euthalia bontouxi
Euthalia bontouxi är en fjärilsart som beskrevs av Vitalis de Salvaza 1924. Euthalia bontouxi ingår i släktet Euthalia och familjen praktfjärilar. Inga underarter finns listade i Catalogue of Life.